# Patchwork Gangsta
Patchwork Gangsta is een Duitse dramedyserie die werd geproduceerd door SWR voor Funk en sinds 2019 op YouTube wordt uitgezonden.

## Verhaal
De straatrapper Amir heeft een schuld aan het Arabische clanhoofd Yassin Khalel, die hem daardoor bedreigt. Amir ziet een uitweg in een bankoverval, waarin hij de bankbediende Franz Bonz ontmoet, die uit zijn burgerlijke leven wil breken en de bankoverval als een kans ziet. Hij chanteerde Amir met de overval en wordt bij toeval zijn manager. Bonz heeft echter geen verstand van rap en muziek, maar dankzij zijn talent om mensen voor zich te winnen, weet hij van Amir een succesvolle muzikant te maken. In de loop van de serie komen de twee meer en meer in een spanningsveld tussen clanrivaliteit en benauwd gezinsleven.

## Productie

### Ontwikkeling
Het idee en het script komen van Christian Karsch. Hij regisseerde ook samen met regisseur Eric Dean Hordes.

### Filmen
Het eerste seizoen van de serie is vanaf juli 2018 opgenomen in Baden-Baden in Duitsland en omgeving.

### Duitse Synchronisatie
Sommige acteurs werden achteraf nagesynchroniseerd. Marianne Groß leent hier haar stem aan Vera Göpfert, zoals eerder in verschillende Hordes-producties. Gary Mason, aan de andere kant, wordt ingesproken door Simon Gosejohann. Naast zijn rol synchroniseert Lukas Karlsch ook verschillende kleine acteurs in de discoscènes. Voor de rol van mevrouw Bischler op het verjaardagsfeestje werden gesynchroniseerde opnames van de overleden spreker Gisela Fritsch uit de film Der Gründer hergebruikt.

### Publicatie
De eerste drie afleveringen van de serie zijn op 19 maart 2019 op YouTube uitgebracht. Verdere afleveringen werden wekelijks gepubliceerd. Als onderdeel van de marketing van Patchwork Gangsta hebben de regisseurs Hordes en Karsch acteur Simon Gosejohann voor het programma Verstehen Sie Spaß? als lokvogels in.

### Easter eggs
- In elke aflevering is op de achtergrond verschillende lachsalvo's te horen van de stemacteur Eberhard Prüter uit de film Der Gründer.
- Helmut Krauss belichaamt een politieagent genaamd Hornbacher. Het personage van Krauss in de film Der Gründer draagt dezelfde naam. Om de grap te onderstrepen, klinkt de melodie van de oprichter wanneer Hornbacher in aflevering 1 op de deur verschijnt.
- Het dag-nachteffect van de begraafplaatsscène in aflevering 1, waarin Franz Bonz door de vierde muur heen breekt, is bij toeval ontstaan. Dezelfde scène werd twee keer gefilmd: één keer overdag, één keer in het donker.
- De dikke vrouw Hummel in aflevering 2 wordt gespeeld door Daniela Fehrenbach, die in meerdere afleveringen van Family Stories de romige Dany speelt. Verschillende toespelingen op haar verlangen naar room worden meermaals geuit door Franz Bonz.
- Het getal 13 loopt door de hele serie. De familie Bonz woont in huisnummer 13, net als Amir. Het nummer wordt ook vaak genoemd door Franz Bonz.
- In aflevering 5 vermeldt bankbediende Fonzi dat hij zich soms als een spons zou voelen. Zijn acteur Santiago Ziesmer is de Duitse stemacteur voor het stripfiguur Spongebob Squarepants.
- In aflevering 7 zweeft een vliegende schotel in de avondlucht.

## Rolverdeling

### Hoofdrollen
| Rol                    | Acteur              |
| ---------------------- | ------------------- |
| Franz Bonzo            | Stefan Mocker       |
| Amir Abbas             | Haben               |
| Yassin Khalel          | Neil Malik Abdullah |
| Roksana Drakova        | Katy Karrenbauer    |
| Kathrin Bonzo          | Anne Apitzsch       |
| Max Bonzo              | Lukas Karlsch       |
| Aladin Khalel          | George Liratsis     |
| Silke Schmidt          | Karen Markwardt     |
| Igor Drakov            | Tom Barcal          |
| Fonzi                  | Santiago Ziesmer    |
| Schanz                 | Uwe Karpa           |
| Saban Drakov           | Julian David        |
| Dzoni                  | Nadir Sisman        |
| JB                     | Simon Gosejohann    |
| Commissaris Hornbacher | Helmut Krauss       |
| Mevrouw Unnick         | Billie Zockler      |
| Wapendealer            | Manuel Andrák       |
| Drugsdealer            | Cr7z                |

## Afleveringslijst
| Nr. (in serie) | Nr. (in seizoen) | Titel aflevering          | Uitzenddatum Duitsland |
| -------------- | ---------------- | ------------------------- | ---------------------- |
| 1              | 1                | Befleckt                  | 19 maart 2019          |
| 2              | 2                | Der Pakt mit dem Seytan   | 19 maart 2019          |
| 3              | 3                | Drogen-Drohnen-Deal       | 19 maart 2019          |
| 4              | 4                | Rücken                    | 26 maart 2019          |
| 5              | 5                | Label und Clanrivalitäten | 2 april 2019           |
| 6              | 6                | Waffen-Marketing          | 9 april 2019           |
| 7              | 7                | Getrennte Wege            | 16 april 2019          |
| 8              | 8                | Dimitri Out               | 23 april 2019          |
| 9              | 9                | Judasolhn                 | 30 april 2019          |
| 10             | 10               | Blutoll                   | 30 april 2019          |